# Жерновка (приток Илевны)
Жерновка — река во Владимирской области России. Берёт начало у села Денятино Меленковского района, протекает в восточном направлении, впадает (справа) в реку Илевну у деревни Черемисино Муромского района. Длина — 22 км, площадь водосборного бассейна — 121 км².

## Населённые пункты на реке
Деревни Орловка, Просеницы, Городищи, Кривицы, Старое Ратово и село Денятино.

## Данные водного реестра
По данным государственного водного реестра России относится к Окскому бассейновому округу, водохозяйственный участок реки — Ока от впадения реки Мокша до впадения реки Тёша, речной подбассейн реки — бассейны притоков Оки от Мокши до впадения в Волгу. Речной бассейн реки — Ока.
Код объекта в государственном водном реестре — 09010300112110000030329.